# TianoCore EDK II
TianoCore EDK II (이전에는 Tiano)는 Intel의 UEFI 레퍼런스 구현이다. EDK는 EFI Development Kit 의 약어이며 TianoCore 커뮤니티에서 개발한다. TianoCore EDK II는 사실상 표준 일반 UEFI 서비스의 구현이다.

## 역사
2004년에 Intel은 무료 라이센스를 사용하여 EFI 구현의 "기초 코드"를 공개했다. 그 코드는 2004년에 시작된 SourceForge에서 커뮤니티가 운영하는 EDK 프로젝트의 기초를 형성했다. 초기 인텔 코드에는 "Tiano"라는 이름이 있었다. EDK 프로젝트의 마지막 업데이트는 2010년 5월에 이루어졌다.
"edk2" 프로젝트는 2006년 4월에 SourceForge로 가져왔으며 Intel에서 다시 작성한 패키지 지향 코드 기반이 포함되어 있다. 초기 "DeveloperManual"에서는 이 프로젝트를 "Tiano R9"이라고 불렀다. 2008년에는 EDK II의 안정적이고 검증된 버전이 "UEFI 개발 키트 2008"(UDK2008)이라는 태그가 지정되었다. 태그에는 초기 가져오기에서 발견된 코드를 설명하는 2006년 11월의 BuildNotes.txt와 2008년 5월에 추가된 모듈을 설명하는 BuildNotes2.txt가 포함되어 있다. UDK2010은 널리 알려진 EDK II의 첫 번째 버전이었다. 인텔은 EDK II가 "안정적인 태그" 형식으로 전환되는 2018년까지 EDK II의 특정 스냅샷을 UDK로 계속 검증할 것이다.
EDK II는 UEFI 사양을 구현하지만 UEFI 포럼 에서는 이를 승인하지 않는다.

## 프로젝트

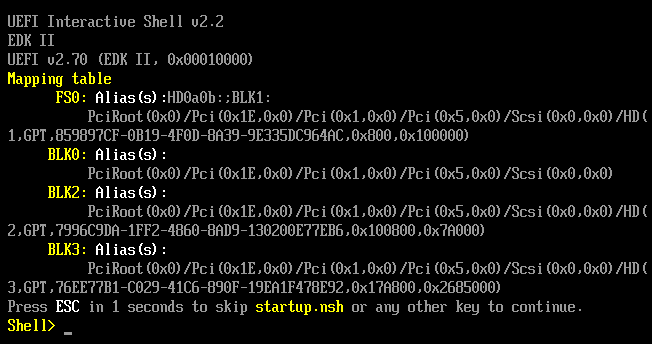
UEFI 쉘 2.2, TianoCore EDK II의 일부

EDK II 코드는 다른 프로젝트에 통합되었다.
TianoCore의 일부는 UEFI 셸이다. 특정 UEFI 벤더가 UEFI 쉘을 제공하지 않는 경우 TianoCore의 UEFI 쉘을 사용할 수 있다.

### Coreboot
Google은 Tiano를 실행하기 위해 수정된 coreboot 버전을 사용한다. 이 기능을 PIANO(Tiano로의 페이로드) 또는 tianocoreboot라고 한다. PIANO 코드는 2013년에 coreboot에 병합되었다. 코드는 2017년에 EDK II와 호환되도록 업데이트되었다.
EDK2 소스 코드에는 코어부트 또는 Intel의 "슬림 부트로더"용 페이로드로 빌드하기 위한 지침이 포함되어 있다.

### Project Mu
Project Mu는 Microsoft의 EDK-II 포크이다. 2018년 12월 Microsoft가 시작한 Microsoft Surface 및 Hyper-V 제품에 사용되는 UEFI 코어의 오픈 소스 릴리스이다. 이 프로젝트는 서비스로서의 펌웨어(Firmware as a Service) 아이디어를 장려한다. 이 프로젝트는 경쟁 오픈 소스 UEFI 코어의 품질 테스트를 개선하기 위해 TianoCore의 edk2 구현을 대체하기 위해 시작되었다.

### EFIDroid
EFIDroid는 EDK-II 기반 Snapdragon 프로세서 기반 Android 장치용 부트로더이다.